# Improvizációk magyar parasztdalokra
Az Improvizációk magyar parasztdalokra Bartók Béla műve. 1920-ban keletkezett szóló-zongorára, és kb. 11 perc hosszú (Op. 20, Sz. 74, BB 83).
A népzene feldolgozásának egyik módja – amint azt Bartók A parasztzene hatása az újabb műzenére című írásában (1931) megfogalmazta – az az eljárás, amikor az eredeti népdalhoz fűzött kíséret (esetleg elő- és utójáték) olyan jelentőségre emelkedik, hogy szinte elfedi a dallamot, túlnő azon.
Ezzel a módszerrel dolgozta fel 1920-ban komponált „Impróvizációiban” a Tolna, Zala, Szerém, Csík, Udvarhely és Szilágy megyékben gyűjtött dallamokat.
- Tételek:

1. Molto moderato (Sütött ángyom rétest)
2. Molto capriccioso
3. Lento rubato (Imhol kerekedik)
4. Allegretto scherzando (Kályha vállán az ice; a Hej, Dunáról fúj a szél dallama dúrban)
5. Allegro molto
6. Allegro moderato, molto capriccioso (Jaj Istenem, ezt a vént)
7. Sostenuto rubato (Beli fiam, beli)
8. Allegro (Télen nem jó szántani)

## Autográf anyagok
- Vázlat az 1. számhoz (a 2. vonósnégyes (BB 75) kézirat-együttesének borítóívén: Bartók Péter gyűjteménye: 42FSS1)
- Fogalmazvány, három írásréteg, revíziókkal, a 2. szám két változatban (Bartók Péter gyűjteménye: 50PS1)
- Az 1., 5., 2., 7., 4. szám, Kodályné Gruber Emma másolata, „I–V.” számozással (Bartók Archívum, Budapest: 501).
- Az Universal Edition 7079 elsőkiadás (1922) metszőpéldánya, Ziegler Márta másolata Bartók javításaival, két részben: Zwei Klavierstücke (= 2., 8. szám) (Bartók Péter archívuma: 50PID1); – 8 impromptus zongorára (csak az 1., 3–7. szám) (Bartók Péter archívuma: 50PFC2)
- Javított UE elsőkiadás (Bartók Archívum, Budapest: BH69)
- Javított Boosey & Hawkes kiadás az 1940-es évekből (Bartók Péter archívuma: 50PFC1)